# Keith Padgett
Keith Padgett es un administrador británico que ha sido Jefe del Ejecutivo de las Islas Malvinas desde el 1 de febrero de 2012 hasta octubre de 2016. También se ha desempeñado como Director de Finanzas y Director de Recursos Corporativos desde 2008. Desde 2001 hasta 2008 fue director de Finanzas Adjunto.

## Carrera
Padgett llegó por primera vez a las Malvinas en 2001 para servir como Secretario Adjunto de Finanzas bajo Derek Howatt. Él fue candidato a Jefe del Ejecutivo en 2007, pero perdió ante Tim Thorogood. Padgett se convirtió en el jefe del ejecutivo de las Islas Malvinas, cuando Thorogood renunció por razones familiares.
Como jefe ejecutivo, Padgett llevó a los esfuerzos del gobierno isleño para desarrollar las exploraciones petroleras sobre mares de las islas y ayudó al gobernador en las del 30 aniversario de la Guerra de las Malvinas en 2012. Presidió el referéndum sobre la soberanía de las Islas Malvinas de 2013 y las elecciones generales de 2013, en calidad de escrutador.
A principios de 2016 Padgett anunció su intención de retirarse del cargo, siendo reemplazado por Barry Rowland en octubre de 2016.